# 알베르 2세 (모나코)
알베르 2세(프랑스어: Albert II de Monaco, 이탈리아어: Alberto II di Monaco, 1958년 3월 14일 ~ )는 모나코의 군주로, 2005년부터 재위하고 있다.
모나코 대공궁에서 태어난 알베르는 레니에 3세와 그레이스 공비의 둘째이자 유일한 아들이다. 그는 앰허스트 칼리지에서 정치학을 공부하기 전에 리세 알베르 프리미어에 다녔다. 그는 2002년 은퇴하기 전에 동계 올림픽 결승전에서 봅슬레이에 출전했다. 알베르는 2005년 3월 아버지가 병에 걸린 후 섭정으로 임명되었고, 일주일 후 아버지가 사망하자 공이 되었다.  왕위에 오른 이후, 그는 환경 보호 분야에서 적극적으로 목소리를 내왔으며 해양 보호와 재생 에너지원 채택을 옹호하여 지구 기후 변화에 대처하고, 2006년 모나코 알베르 2세 공 재단을 설립하여 이러한 대의와 더 큰 생태적 보존을 위해 기금을 직접 모금하고 행동을 시작했다.
2010년 자산 가치가 10억 달러에 달한 알베르는 모나코의 카지노와 공국 내 다른 엔터테인먼트 시설을 운영하는 Société des Bains de Mer의 주식을 소유하고 있다. 2011년 7월, 알베르 공은 남아프리카 공화국 올림픽 수영 선수 샤를린 위트스톡과 결혼했다. 그는 4명의 자녀를 두었는데, 그 중 2명은 사생아이고 나머지 2명은 적자이다. 자스민, 알렉상드르, 가브리엘라, 자크이다.